# 베이징어
베이징어(중국어 간체자: 北京话, 정체자: 北京話, 병음: Běijīnghuà) 또는 북경어(한국 한자: 北京語)는 중국 베이징 지역에서 사용되는 방언이다. 관화에서도 베이징관화, 그 중에서도 징스편(京師片)에 속한다. 표준 중국어는 베이징어의 발음을 기반으로 하지만, 베이징어의 발음에는 표준어에는 없는 독특한 특징들이 다수 존재한다.

## 같이 보기
- 중국어
- 표준 중국어
- 북방어
- 베이징